# Oriol (montagne)
Pour les articles homonymes, voir Oriol.
L'Oriol, aussi connu comme Orisol ou Orixol, est un sommet culminant à 1 129 mètres d'altitude dans le massif d'Arangio, appartenant aux Montagnes basques. Il se situe en Alava, en Pays basque (Espagne).
Il est situé dans le massif d'Arangio, ou Etxaguen, sur le bassin du Deba sur le versant cantabrique et celui du Zadorra sur le versant méditerranéen.

## Toponymie
Son nom, Orisol ou Orixol, est la déformation d'Oriol, terme attesté depuis l'Antiquité. L'Académie royale de la langue basque (Euskaltzaindia) a déterminé qu'il est aujourd'hui ce toponyme.

## Géographie
Dans la vallée de l'Aramaio, région naturelle d'Alava qui se situe entre la Biscaye et le Guipuscoa, s'élève l'Oriol, une grande montagne calcaire de couleur blanche parsemée de forêts de hêtres. C'est le point culminant des pics d'Arangio ou d'Etxaguen qui se prolonge avec l'Ipizte jusqu'à l'Anboto.
Il possède un pic secondaire, celui de Santikurutz (1 109 m) qui s'élève sur l'ermitage de La Santa Cruz (« la Sainte Croix ») et est séparé du principal par le col d'Arriaundijak.

## Ascensions
Il existe plusieurs itinéraires pour arriver au-dessus de l'Oriol :
- depuis le col de Krutzeta : depuis le col nous nous dirigeons vers l'ermitage de San Cristobal et de depuis là, par la Croix d'Arangio, en suivant la Crète, jusqu'à l'ermitage de Santa Cruz (Sainte Croix) et en faisant le tour du pic, par la hêtraie jusqu'au sommet par la brèche de Leziaga ;
- depuis Aramaio : on monte sur certains des cols Leziaga, Etxaguen ou Gantzaga et depuis là jusqu'au sommet ;
- depuis Urkiola : bien qu'un peu éloigné, le chemin depuis Urkiola est très recommandé, on suit la voie pour monter à l'Anboto depuis Zabalaundi et depuis ce col, en faisant le tour de l'Ipizte on arrive à Leiziaga et de là au sommet.

Temps d'accès :
- Krutzeta (1 h 30 min) ;
- Etxaguen (1 h 15 min) ;
- Gantzaga (1 h 30 min) ;
- Oleta (1 h 30 min) ;
- Urkiola (2 h 30 min).

## Culture populaire
L'Oriol est le centre de nombreuses légendes, la majorité d'entre elles en rapport avec des trésors cachés. Ces légendes ont provoqué l'affluence dans cette montagne par bon nombre de chercheur de trésors.
On raconte que près de la ferme d'Urdingio est caché la dénommée bolsa de lonbide qui est un coffre plein d'or. Dans la ferme Arrola Goikoa, il y aurait un autre coffre semblable et dans plusieurs grottes du massif il semblerait que les troupes françaises aient gardé certains des butins de guerre. Pour confirmer ces légendes, il y a le fait qu'une grosse sonnaille garnie de monnaies, sans doute les économies d'un berger, a été trouvée.